# Martine Ek Hagen
Martine Ek Hagen (4 aprile 1991) è una fondista norvegese.

## Biografia
In Coppa del Mondo ha esordito il 19 febbraio 2011 a Drammen (30ª) e ha ottenuto la prima vittoria, nonché primo podio, il 25 novembre 2012 a Gällivare.
Ha debuttato ai Campionati mondiali, Val di Fiemme 2013 (32ª nella 10 km); due anni dopo, nella rassegna iridata di Falun 2015, si è classificata 12ª sia nella 30 km, sia nello skiathlon.

## Palmarès

### Mondiali juniores
- 2 medaglie:
  - 1 oro (staffetta a Otepää 2011)
  - 1 argento (10 km a Otepää 2011)

### Coppa del Mondo
- Miglior piazzamento in classifica generale: 17ª nel 2015
- 3 podi (1 individuale, 2 a squadre):
  - 2 vittorie (1 individuale, 1 a squadre)
  - 1 terzo posto (a squadre)

#### Coppa del Mondo - vittorie
| Data             | Località  | Nazione | Spec.                                                         |
| ---------------- | --------- | ------- | ------------------------------------------------------------- |
| 25 novembre 2012 | Gällivare | Svezia  | 4x5 km (con Vibeke Skofterud, Therese Johaug e Marit Bjørgen) |
| 25 gennaio 2015  | Rybinsk   | Russia  | 15 km ST                                                      |

Legenda:

ST = skiathlon